# Rezerwat przyrody Barania Góra (województwo świętokrzyskie)

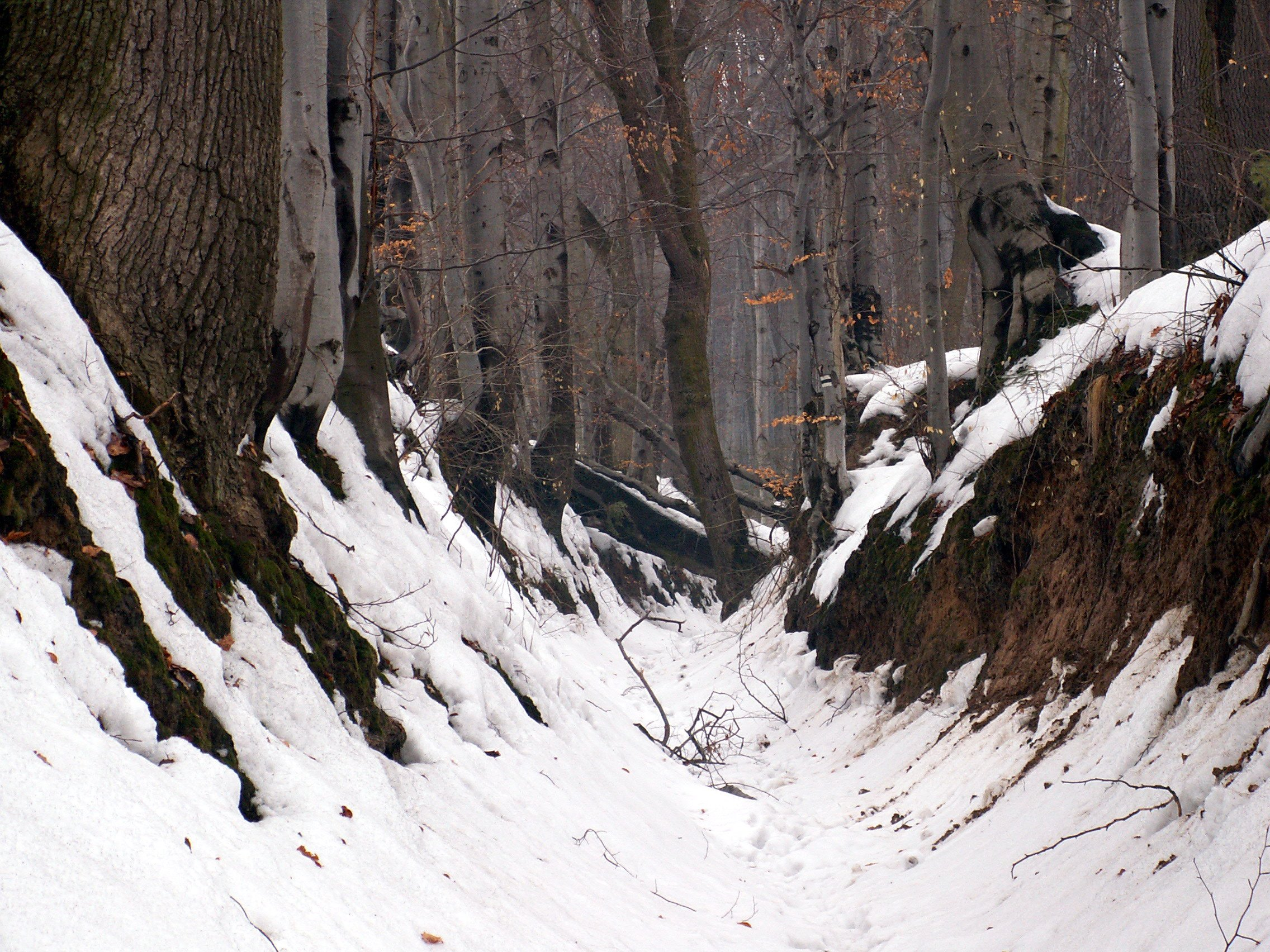
Rezerwat zimą

Rezerwat przyrody Barania Góra – rezerwat leśny na terenie powiatu kieleckiego, w gminie Strawczyn. Rezerwat obejmuje południowe stoki Baraniej Góry w Paśmie Oblęgorskim nad miejscowością Oblęgorek, w granicach Suchedniowsko-Oblęgorskiego Parku Krajobrazowego i obszaru Natura 2000 Lasy Suchedniowskie.
Obszar chroniony utworzony został w 1994 r. w celu zachowania ze względów naukowych, dydaktycznych i turystycznych, naturalnych zróżnicowanych zbiorowisk leśnych i występującego tu bluszczu pospolitego. Drzewostan rezerwatu tworzy zespół leśny grądu subkontynentalnego w wariancie z jodłą oraz kwaśna buczyna górska. W zróżnicowanym gatunkowo drzewostanie występują dęby i buki o wymiarach pomnikowych. W rezerwacie występują chronione gatunki roślin naczyniowych: wroniec widlasty, wawrzynek wilczełyko, centuria pospolita i buławnik mieczolistny.
Przez rezerwat prowadzi  czarny szlak z Oblęgorka na szczyt Baraniej Góry. Główny Szlak Świętokrzyski im. Edmunda Massalskiego oznaczony  kolorem czerwonym biegnie grzbietem Baraniej Góry w sąsiedztwie rezerwatu, w odległości kilkudziesięciu metrów od jego granic.